# قانون اجتياز
قانون الأجتياز هو قانون عنصري اوجده الاستعمار البريطاني في جنوب أفريقيا في القرن التاسع عشر تحديداً في مستعمرتى الكيب و ناتال . وقد كان الهدف الأساسي لهذا القانون هو تقييد حركة السكان الأصليين الأفارقة من مناطقهم القبلية التي أطلق عليها أسم البانتوستونات الي المناطق التي يحتلها البيض والملونون والتي كان تحكمها بريطانيا. ولم يكتفي القانون بهذا الفعل المشين فقط بل امتد الي لحظر حركتهم في حال عدم وجود مناطق تسمح بالاجتياز، وبل ولا يسمح لهم بدخول هذه المناطق ليلاً وعليهم حمل رخص الاجتياز في كل الأوقات.
وتبع هذا القانون العديد من القوانين العنصرية الأخري مثل قانونُ الانتخاب والاقتراع لعام 1892 الذي حرم السود والهنود من حقوق التصويت والانتخاب، و قانون التسجيل الآسيوي (1906) الذي الحق الهنود بحظر الأجتياز الحر مع السكان الأصليين، و قانون جنوب أفريقيا (1910) الذي أثبت حقوق البيض في التصويت وأعطاهم الملكية السياسية الكاملة على غيرهم من المجموعات العرقية، و قانونُ الأراضي الأصلية (1913) الذي حرم المواطنين الأصليين والهنود من تملك الأراضي.

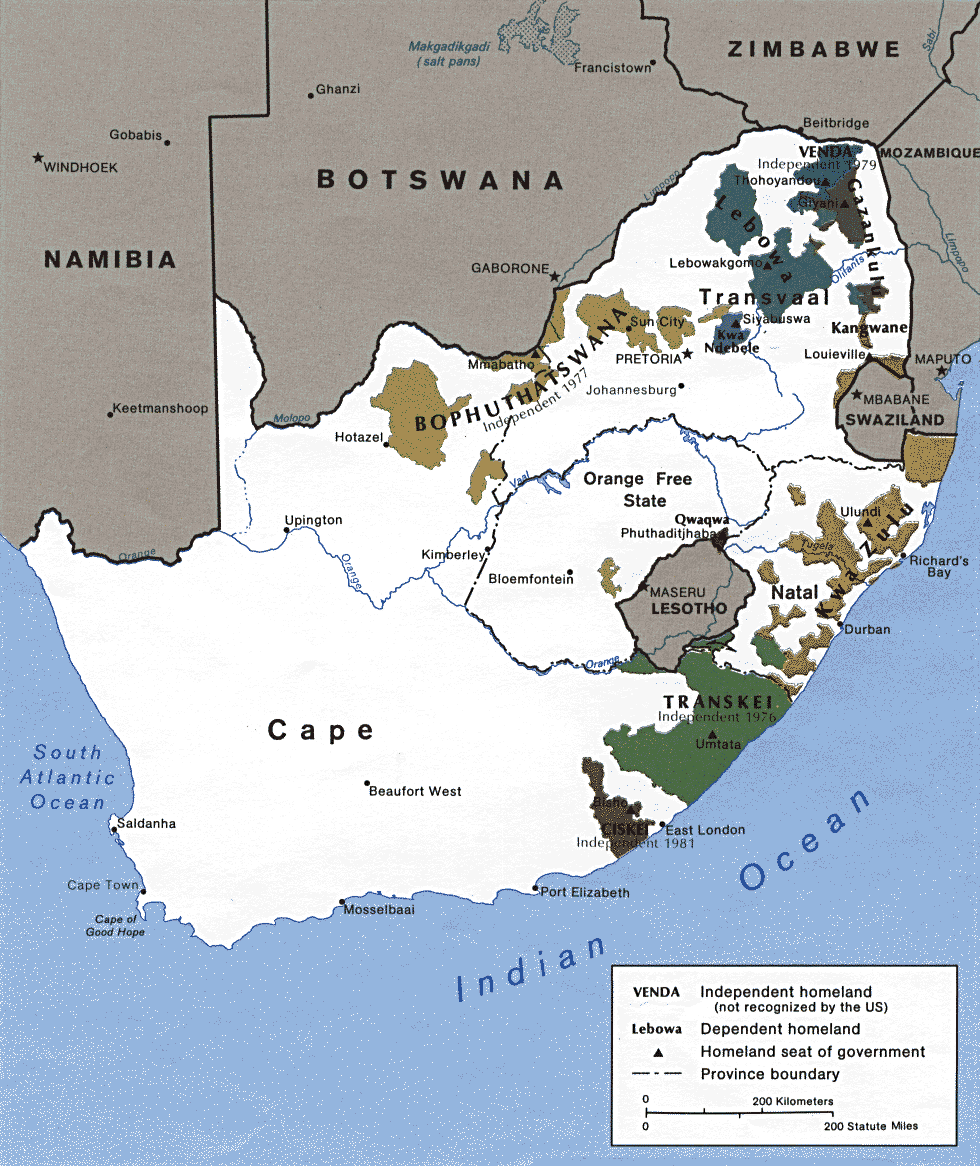
خريطة توضح مواقع البانتوستانات في جنوب أفريقيا

ثم تأتي القوانين الأكثر ضرراً بعد ذلك مثل: قانونُ المناطق الحضرية (1923) الذي بدأ العزل السكني وقدم العمالة الرخيصة لمصانع البيض، و قانونُ حظر ذوي البشرة الملونة (1926) والذي حظر على السود ممارسة المهن المهارية، و قانونُ الإدارة الوطنية (1927) والذي جعل من التاج البريطاني الرئيس الأعلى لجميع الشؤون الأفريقية بدلا من رؤساء القبائل، و قانونُ أراضي السكان الأصليين والائتمان (1936) والذي أيد قانون الأراضي لعام 1913 ، و قانونُ تمثيل الأصليين (1936) والذي أخرج السود من قائمة الناخبين في مستعمرة كيب. الجزءُ الأخيرُ من تشريعات الفصل العنصري التي سنتها بريطانيا هو مشروع قانونُ الحيازة الآسيوية للأراضي (1946) والذي حظر أي بيع ٍ للأراضي للهنود.
ثم بدأت الحكومة الابتعاد عن التنفيذ الصارم لقوانين التفرقة العنصرية أثناء الحرب العالمية الثانية، ولكن كان أن أنشأت السلطة التشريعية «لجنة سوير» للتحقيق في آثار هذه السياسات وسط المخاوف أن يؤدي الدمجُ إلى الاستيعاب العنصري بين الأعراق المختلفة، وخلصت اللجنة أن التكامل سيؤدي إلى «خسارة الطبائع» التي تملكها جميع المجموعات العرقية، مما سمح بمواصلة نفس النهج حتي عام 1994 م الذي شهد أنهيار هذا النظام.
في 9 أغسطس عام 1956 تحركت مسيرة شارك فيها ما يقرب من 20000 امرأة إلى مباني الاتحاد في بريتوريا (العاصمة) لتقديم التماس ضد قانون الإجتياز في البلاد، وحاليا يتم الإحتفال به بإعتباره اليوم الوطني للمرأة.

## الندم
وقدمت العديد من الشخصيات اعتذارها عن سابق تأييدهم لسياسة الفصل العنصري مثل:
- إف. دبليو. دي كليرك [4] -- «أنا اعتذر بصفتي زعيما للحزب الوطني إلى الملايين الذين عانوا الاعتصار من عمليات الترحيل القسري؛ الذين عانوا من إلقاء القبض عليهم لخرقهم قانون الاجتياز؛ الذين عانوا على مدى عقود، من الإهانات والإذلال التمييز العنصري».
- مارتينوس فان شالكويك [5]
- أدريان فلوك[6]—الذي غسل قدمي ضحية الفصل العنصري فرانك تشيكان.
- ليون فيسيلز [7]—الذي قال: «أنا الآن أكثر اقتناعا من أي وقت مضى، أن الفصل العنصري كان خطأ فادحا أشقى أرضنا. لم يستطع الجنوب أفريقيون الاستماع إلى ضحك وبكاء بعضهم البعض. وأنا آسف لأنني لم أحاول الاستماع لفترة طويلة».

## روابط إضافية
- اللاهوت في أفريقيا: الفصل العنصري واللاهوت مقالات متخصصة عن الفصل العنصري
- تطور اليمين الأبيض
- جدول زمني شامل لمفاوضات عملية السلام من الثمانينات إلى التسعينات.
- تاريخ ميثاق ساهو للحرية
- النص الكامل لاتفاقية الامم المتحدة بشأن التمييز العنصري
- متحف الفصل العنصري في جوهانسبرغ
- الأبرتهايد العربي
- أثر الجزاءات على التغيير الدستوري في جنوب أفريقيا
- «اليوم شعوري رائع أني أفريقي»—ثابو مبيكي، كيب تاون، 8 مايو 1996
- جنوب أفريقيا: التغلب على الفصل العنصري، وبناء الديمقراطية  : موارد لمناهج دراسية للمدارس والكليات عن الكفاح للتغلب على الفصل العنصري، وبناء الديمقراطية في جنوب أفريقيا - لقاءات مع 45 شخصا من جنوب أفريقيا عاشوا في النضال، والعديد من الوثائق التاريخية والصور الفوتوغرافية، والأنشطة التعليمية للمعلمين والطلاب.
- أرشيف الأفريقيين الناشطين : أرشيف على الإنترنت لمواد عن حركة التضامن في الولايات المتحدة التي دعمت الكفاح ضد الفصل العنصري في مطالبةً، للحرية الأفريقية، بما في ذلك الوثائق والملصقات والمقابلات والقمصان والصور الفوتوغرافية وأزرار الحملات والذكريات.
- صندوق تعليم المجتمع بالفيديو : أرشيف رقمي به 90 ساعة من أفلام الفيديو التي صورت في جنوب أفريقيا في أواخر الثمانينات وأوائل التسعينات. يوثق هذا الشريط المظاهرات المناهضة للفصل العنصري، والخطب، ومراسم الدفن الجماعي، والاحتفالات، ومقابلات مع نشطاء، من شأنها تسليط الضوء على نشاط النقابات والطلاب والمنظمات السياسية، بما فيها الأنشطة التي قامت بها الجبهة الديمقراطية المتحدة.